# هيستر مارثا بول
هيستر مارثا بول (بالإنجليزية: Hester Martha Poole)‏ (27 مايو 1833، ويتينغ في الولايات المتحدة - 1932)؛ كاتِبة، فنانة وشاعرة أمريكية.